# Tché
Tché (en russe Че) est une chaîne de télévision fédérale russe. 
La chaîne a commencé sa diffusion le 12 novembre 2015 à 6 h 00 (heure de Moscou) sur la fréquence de la chaîne Peretz. La chaîne est destinée aux hommes mais des émissions pour la famille sont diffusées.

## Histoire
La chaîne Tché a commencé à émettre le 12 novembre 2015 sur la fréquence hertzienne de la chaîne Peretz ,. Selon les résultats des premiers mois de travail, l’audience de Tché était inférieure à celle de Peretz . Dans une interview en avril 2017, le directeur général de STS Media, Vyacheslav Murugov, a confirmé que le remplacement de la chaîne de télévision n'apportait pas un résultat positif à la société et que son concept précédent s'était épuisé. D'autres travaux visaient à attirer à la fois un public masculin et féminin (à parts égales) , ainsi que le lancement de séries et de télé-réalités russes  . 
En 2017, la chaîne a conclu un accord avec la chaîne américaine HBO pour acquérir les droits de diffusions exclusifs de plusieurs de ses séries . La stratégie consistant à diffuser des émissions de télévision occidentales de qualité supérieure vise à accroître les performances de Tché . 
Le 20 juin 2018, en l'honneur de l'entraîneur-chef de l'équipe de football nationale russe Stanislav Cherchesov, qui, pour la première fois en 32 ans, a amené l'équipe aux séries éliminatoires de la Coupe du monde, la chaîne a temporairement changé le logo en « Stanislav Tché » pour soutenir Stanislav Cherchesov et son équipe . 
Le 18 août 2018, la chaîne change pour la troisième fois le concept, le logo et la conception graphique. 

## Direction

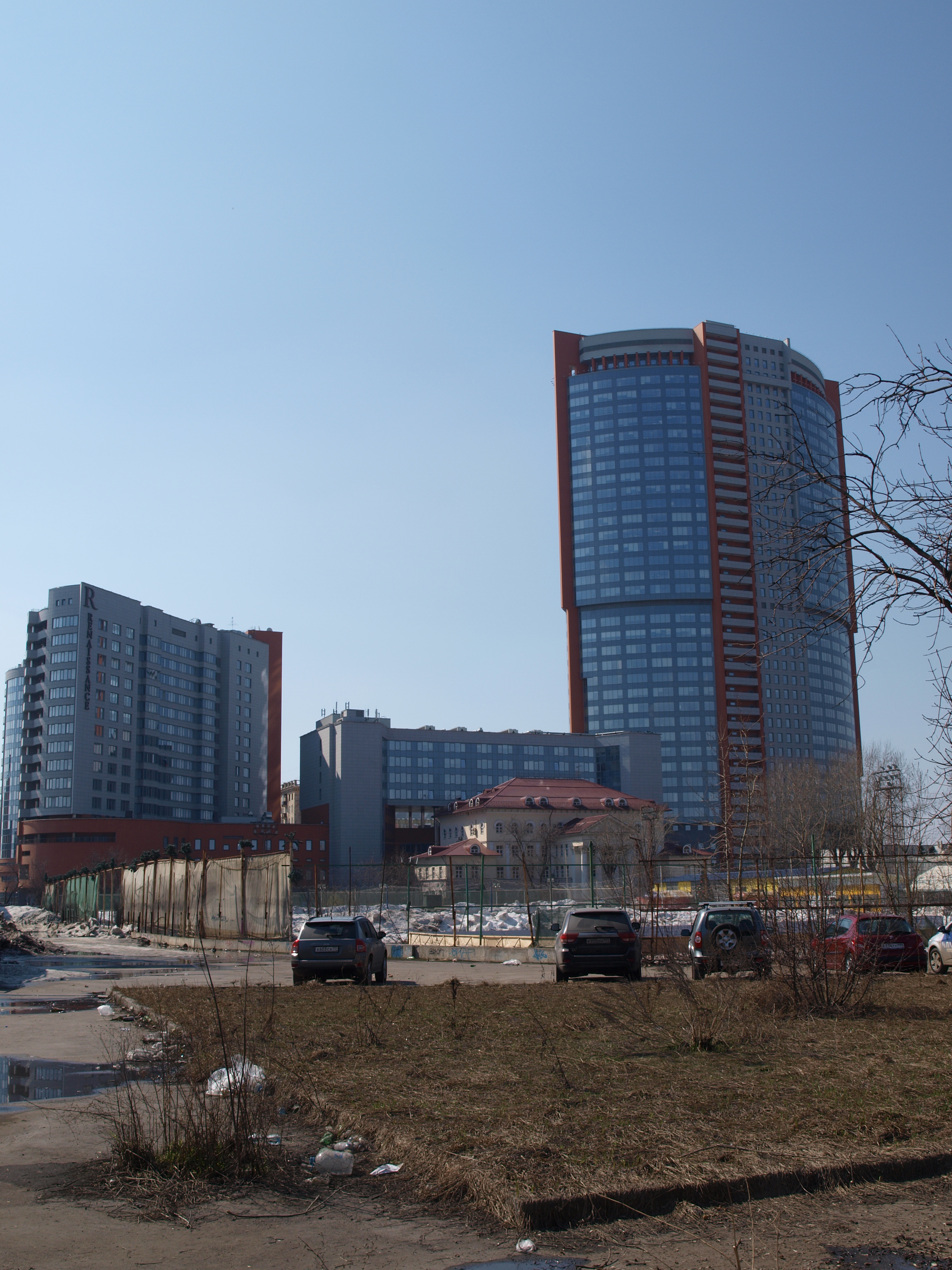
Business Center Monarch (Leningradsky Prospekt, 31), qui abrite le siège de la chaîne de télévision (31 étages)

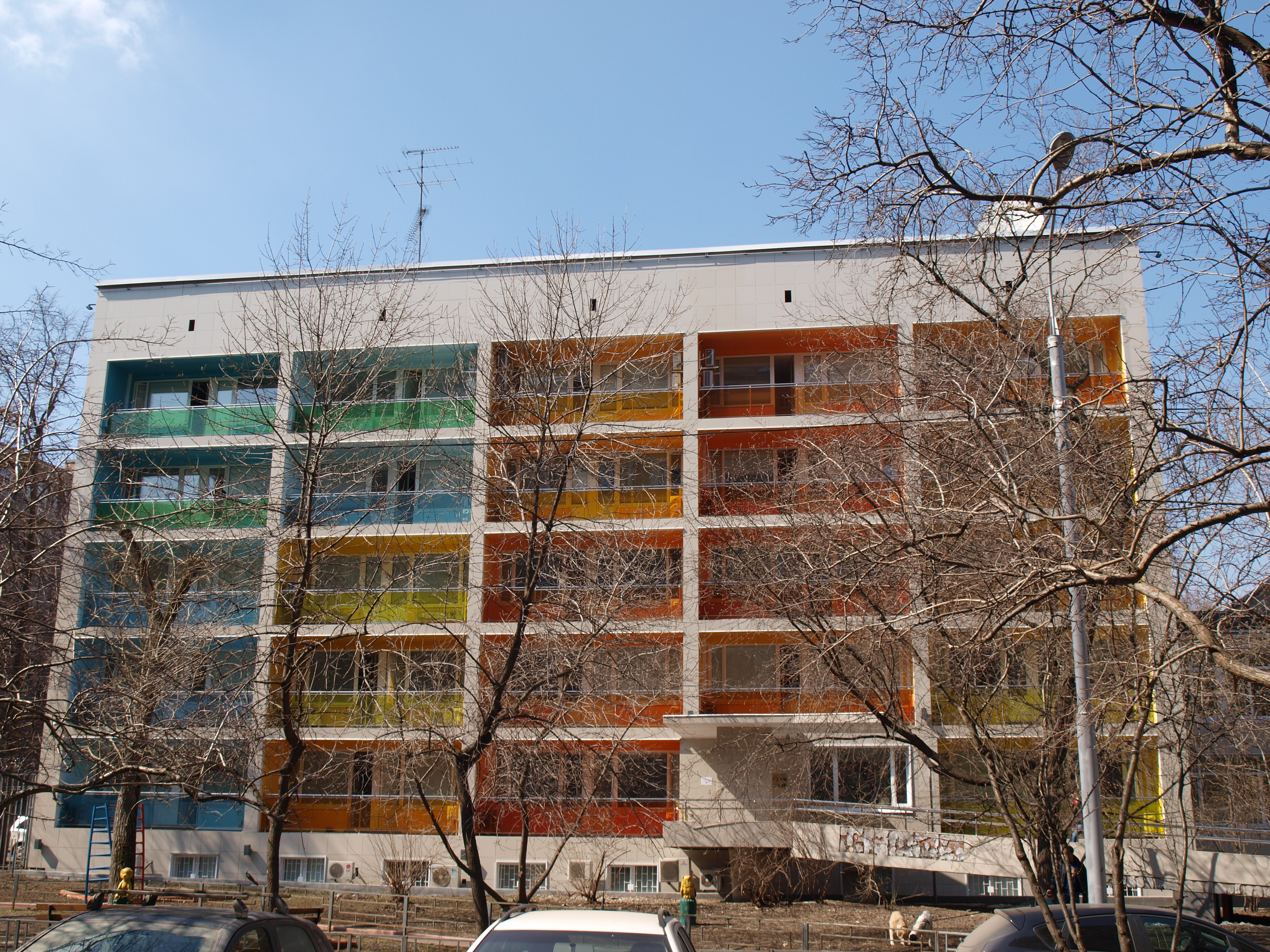
Bâtiment 15, côté 2, rue Pravdy, où sont situées les salles de production et de radiodiffusion ainsi que les bureaux servant à la préparation directe de la diffusion de la chaîne Tché, ainsi que des chaînes STS, STS Love, STS Kids et Domashny

### PDG
- Ruben Hovhannisyan (2015 [8] —2016 [9] )
- Evgeny Potapov (juillet - septembre 2016) - intérimaire [10]
- Lev Makarov [11] (2016[12]—2018)
- Vyacheslav Murugov (depuis le 19 mars 2018 en tant que directeur général de STS Media LLC) [13]

### Directeur
- Elena Karpenko (depuis 2018)

### Directeurs de programmes
- Evgeny Potapov (2015—2016)
- Elena Sukhanova (2016—2018)
- Alena Kuzmina (depuis 2018)

## Critique

### Accusation de terrorisme
Selon la direction de la chaîne, le nom « Tché » (en russe Че) a été choisi en association avec des mots incluant « Che Guevara » (en russe Че Гевара). En octobre 2015, le Centre national de recherche sur la télévision et la radio a donc demandé à Roskomnadzor de retirer la licence de la chaîne . Le directeur du centre, Alexey Samokhvalov, a expliqué plus en détail la raison: 
« La personnalité de Che Guevara est très controversée. Il était le chef d'une organisation terroriste et toute sa vie, il a organisé des coups d'État dans différents pays. Il se trouve que la Russie lutte contre le terrorisme..., mais l’une des chaînes fédérales porte le nom du terroriste le plus célèbre de l’histoire du monde. Nous ne sommes pas contre l’apparition de la chaîne de télévision destinée aux hommes, mais elle devrait être appelée de manière différente ».

## Opinions
« Nous restons une chaîne pour un auditoire de 25  à   49 ans, mais nous souhaitons qu'un plus grand nombre de femmes assiste au visionnage. Nous prévoyons donc de créer davantage de projets pour un visionnage en commun. Tché, est un canal divertissant pour tous ceux qui cherchent à sortir de la vie quotidienne et à obtenir de nouvelles impressions »— http://tricolortvmag.ru/article/canals/intervyu-s-generalnym-direktorom-che-elenoy-karpenko-16-08-2018/